# Actophilornis
Actophilornis là một chi chim trong họ Jacanidae.

## Các loài
Chi này gồm 2 loài phân bố ở châu Phi lục địa và Madagascar:
- Gà lôi nước châu Phi, Actophilornis africana
- Gà lôi nước Madagascar, Actophilornis albinucha